# Sironcus siamensis
Espèce
Synonymes
- Ideobisium siamensis With, 1906
- Dhanus siamensis (With, 1906)

Sironcus siamensis est une espèce de pseudoscorpions de la famille des Ideoroncidae.

## Distribution
Cette espèce est endémique de Thaïlande. Elle se rencontre vers Ko Chang.

## Description
Les mâles mesurent de 1,51 à 1,82 mm et les femelles de 1,63 à 2,14 mm.

## Systématique et taxinomie
Cette espèce a été décrite sous le protonyme Ideobisium siamensis par With en 1906. Elle est placée dans le genre Ideoroncus par Kästner en 1927 puis  dans le genre Dhanus par Chamberlin en 1930 puis dans le genre Sironcus par Harvey en 2016.

## Étymologie
Son nom d'espèce, composé de siam et du suffixe latin -ensis, « qui vit dans, qui habite », lui a été donné en référence au lieu de sa découverte, le Siam.

## Publication originale
- With, 1906 : The Danish expedition to Siam 1899-1900. III. Chelonethi. An account of the Indian false-scorpions together with studies on the anatomy and classification of the order. Oversigt over det Konigelige Danske Videnskabernes Selskabs Forhandlinger, sér. 7, vol. 3, p. 1-214 (texte intégral).